# フェルディナント・フリードリヒ (アンハルト＝ケーテン公)
フェルディナント・フリードリヒ（Herzog Friedrich Ferdinand von Anhalt-Köthen, 1769年6月25日 - 1830年8月23日）は、アンハルト＝ケーテン公（在位1818年 - 1830年）、プロイセンの将軍。 

## 生涯
フェルディナント・フリードリヒはアンハルト＝ケーテン＝プレス侯フリードリヒ・エルトマンと、その妻のシュトルベルク＝ヴェルニゲローデ伯爵夫人ルイーゼ・フェルディナンデの間の次男として、シュレージエンのプレス（現在のポーランド領プシュチナ）で生まれた。
1786年にプロイセン軍に入隊し、少将にまで昇進している。1792年から1794年まで、ライン川流域での戦闘に従事した。1797年に父が亡くなり、兄のエマヌエル・エルンストが継承権を放棄すると、フェルディナント・フリードリヒがプレス侯領を相続したが、1803年にはプロイセン軍に戻っている。1803年8月20日、フェルディナント・フリードリヒはシュレースヴィヒ＝ホルシュタイン＝ゾンダーブルク＝ベック公フリードリヒ・カール・ルートヴィヒの娘ルイーゼ（1783年 - 1803年、デンマーク王クリスチャン9世の伯母）と結婚したが、わずか3ヵ月で死別した。
1806年のイェーナ・アウエルシュテットの戦いの後、フェルディナント・フリードリヒは敵の戦列近くのツェーデニック (en) まで自分の連隊を進めたが、オーストリア軍の武装解除を確実にするためボヘミアへの撤退を余儀なくされた。彼はまもなく退役し、オランダとフランスに旅行した後、領地のプレスに帰った。1813年に第六次対仏大同盟戦争が起きると、フェルディナント・フリードリヒはシュレージエンの住民たちを率いて戦った。
1816年5月20日、フェルディナント・フリードリヒはプロイセン王フリードリヒ・ヴィルヘルム2世の庶出の娘であるユーリエ・フォン・ブランデンブルク伯爵夫人と再婚した。1818年にアンハルト＝ケーテン公ルートヴィヒ・アウグストが16歳で亡くなると、同族の最近親の男子であるフェルディナント・フリードリヒが公爵位を相続した。その後まもなく、プレス侯領は弟のハインリヒに譲られた。
1825年にパリを訪れた際、フェルディナント・フリードリヒは妻ユーリエと一緒にカトリックに改宗した。彼はケーテン公国をカトリック領邦に変えようとしたが、領民の猛烈な抵抗にあって断念させられた。公爵が聴罪司祭に選んだベルギー人司祭のピエール＝ジャン・ベックスは、後にイエズス会総長となった。フェルディナントは古典主義建築家のゴットフリート・バントハウザー (de) に、ニーンブルク (en) 近郊のグリムシュレーベンにある宮殿を改築させた。また1828年までに、クリミア半島北部のタウリのステップ地帯に、アスカーニヤ・ノーヴァ（現在のウクライナ南部ヘルソン州）という名前の入植地を築いている。
フェルディナント・フリードリヒが子供のないまま1830年に死ぬと、弟のハインリヒが後を継いだ。
| 先代 フリードリヒ・エルトマン | アンハルト＝ケーテン＝プレス侯 1797年 - 1818年 | 次代 ハインリヒ |
| 先代 ルートヴィヒ・アウグスト | アンハルト＝ケーテン公 1818年 - 1830年         | 次代 ハインリヒ |